# LOWA W602a
LOWA W602a – typ trolejbusu wytwarzanego w latach 50. XX wieku we wschodnioniemieckich zakładach LOWA w Werdau.

## Konstrukcja
LOWA W602a to wysokopodłogowy trolejbus dwuosiowy z nadwoziem o konstrukcji stalowej. Po prawej stronie pojazdu umieszczono dwoje drzwi, przy czym pierwsze drzwi były jednoskrzydłowe, a drugie dwuskrzydłowe harmonijkowe. Przód trolejbusu wyróżniał się obłym kształtem i dwoma dużymi reflektorami. Nad szybą przednią umiejscowiono niewielką kasetę na trasę linii. Każdą z osi trolejbusu napędzał jeden silnik prądu stałego o mocy 60 kW.

## Dostawy
| Państwo        | Miasto         | Lata dostaw    | Liczba | Numery taborowe |       |
| -------------- | -------------- | -------------- | ------ | --------------- | ----- |
| Polska         | Warszawa       | 1952–1953      | 18     | 58–85           | [ 2 ] |
| NRD            | Berlin         | 1956           | 41     | 1530–1546       | [ 1 ] |
| NRD            | Eberswalde     | 1953–1959      | 3      |                 | [ 1 ] |
| NRD            | Drezno         | 1953–1956      | 10     | 164–173         | [ 3 ] |
| Łączna liczba: | Łączna liczba: | Łączna liczba: | 72     |                 |       |

Uwaga: Wykaz miast, do których dostarczono trolejbusy W602a, nie jest kompletny. Nie uwzględnia również miast, które otrzymały używane trolejbusy.